# گونار بنتز
گونار بنتز (انگلیسی: Gunnar Bentz؛ زادهٔ ۳ ژانویهٔ ۱۹۹۶) شناگر اهل ایالات متحده آمریکا است.
وی در مسابقات کشوری و بین‌المللی در مجموع برندهٔ ۳ مدال طلا، ۱ مدال نقره، ۳ مدال برنز شده‌است.